# Яуза (приток Гжати)
Я́уза — река в Смоленской области в северной части Гагаринского района, правый приток Гжати. После образования Вазузского водохранилища и Яуза, и Гжать впадают в водохранилище.
Длина реки — 77 км (71 км), площадь водосборного бассейна 687 км²(749). После постройки Вазузской гидротехнической системы в 1978 году на реке создано Яузское водохранилище с плотиной к северу от села Карманова. В настоящее время река является подпитывающей Вазузскую Гидротехническую систему, входящую в состав водоисточников г. Москвы.